# O Jasiu mocarzu
O Jasiu mocarzu (Der starke Hans) –  baśń braci Grimm opublikowana po raz pierwszy w trzecim wydaniu Baśni w 1837 roku (tom 2, nr 166).

## Treść
Kiedy Jaś miał dwa lata, został wraz z matką porwany przez bandę zbójców. Zbójcy zabrali ich do swojej kryjówki. Nie zrobili im krzywdy, ale zmusili matkę, by od tej pory opiekowała się ich jaskinią. Mijały lata. Jaś w miarę jak dorastał stawał się coraz silniejszy. W wieku dziewięciu lat został pobity przez herszta zbójców, kiedy zapytał się go kto jest jego ojcem, dlatego poprzysiągł zemstę. Rok później sporządził mocny jodłowy kij, podszedł do herszta i ponowił pytanie. Kiedy herszt znów go uderzył, Jaś z pomocą kija pobił go do nieprzytomności. To samo spotkało pozostałych zbójców w jaskini. Mogli już wraz z matką wrócić do domu i Jaś poznał swojego ojca. Ojciec bardzo się ucieszył z powrotu matki i syna, tym bardziej, że przynieśli wiele kosztowności zabranych z jaskini zbójców. Szybko okazało się, że Jaś dysponuje ogromną siłą. Zbudowali nowy dom (stary Jaś niechcący rozwalił), kupili grunty i bydło. Jaś był tak mocny, że mógł orać ziemię prawie bez pomocy wołów. Dzięki niemu stali się bogatymi rolnikami
Pewnego dnia Jaś zapragnął poznać trochę świata i udać się w podróż. Pożegnał się z rodzicami i wyruszył w świat. Po drodze spotkał dwóch podobnie jak on silnych olbrzymów Waligórę i Wyrwidęba, którzy przyłączyli się do niego. Od tej chwili podróż odbywali wspólnie. Pewnego dnia natknęli się w lesie na opuszczony zamek. Postanowili tam przez jakiś czas zamieszkać. Umówili się, ze każdego dnia dwóch będzie szło na polowanie, a trzeci zostanie w zamku gotować posiłek dla pozostałych. Pierwszego dnia na zamku został Wyrwidąb. Kiedy był zajęty gotowaniem, zjawił się przy nim skrzat niewielkich rozmiarów i zażądał jedzenia - spotkawszy się z odmową ciężko pobił Wyrwidęba. Wyrwidąb nie przyznał się do tego towarzyszom, gdyż wstyd mu było, że został pobity przez karła. Następnego dnia, kiedy na zamku został Waligóra - sytuacja się powtórzyła. Także Waligóra ukrył przed towarzyszami swoją przygodę. Trzeciego dnia przyszła kolej na Jasia - skrzat pojawił się i zażądał mięsa. Jaś rzucił mu kilka kawałków, ale skrzat ciągle chciał więcej. Wreszcie Jaś zniecierpliwiony odmówił - doszło między nimi do walki, ale Jaś był silniejszy. Jego przeciwnik zdołał jednak uciec. Po powrocie towarzyszy Jaś opowiedział im swoją przygodę, wtedy i oni przyznali się, że już spotkali skrzata, ale zostali przez niego pobici i wstydzili się przyznać.
Postanowili razem odszukać skrzata, który uciekając przed Jasiem schronił się do jaskini. Jaś jako pierwszy został przez towarzyszy spuszczony w głąb jamy w koszu na linie. Na dnie zobaczył piękną dziewczynę, która była związana łańcuchami. Okazało się, że jest królewną, którą zły hrabia uwięził postawiwszy na straży złego skrzata. Kiedy zjawił się skrzat Jaś zatłukł go swoją laską i uwolnił królewnę. Posadził ją do kosza i dał znać towarzyszom, żeby ją wyciągnęli. Kiedy królewna była na górze, przyszła kolej na Jasia. Ten jednak nie do końca ufał kamratom i nie wsiadł do kosza, lecz włożył tam tylko swoją laskę. Jego podejrzenia okazały się słuszne. Niegodziwi kamraci sądząc, że Jaś jest w koszu upuścili go w połowie drogi. Kosz spadł na dno jaskini i Jaś wiedział, że na pewno by zginął gdyby był w środku. Kamraci, sądząc, że Jaś nie żyje, zabrali królewnę i odeszli.
Błądząc po jaskini, z której nie mógł się wydostać, Jaś zauważył na palcu martwego skrzata pierścień. Zdjął go i założył na własny palec. Kiedy go przekręcił zjawiły się przed nim zjawy - duchy powietrza. Oddały mu hołd i oświadczyły, że jako posiadacz pierścienia jest ich panem. Jaś zarządzał od nich, by uniosły go tam, gdzie są jego niegodziwi kompani. Duchy spełniły jego prośbę. Jaś dopadł swoich dawnych towarzyszy i stoczył z nimi zwycięską walkę. Jeszcze raz uwolnił królewnę, którą odwiózł do jej rodziców na królewski zamek. Później ją poślubił.